# Campanella fimbriata
Campanella fimbriata är en svampart som beskrevs av Segedin 1993. Campanella fimbriata ingår i släktet Campanella och familjen Marasmiaceae.   Inga underarter finns listade i Catalogue of Life.